# (38373) 1999 RG172
1999 RG172 (asteroide 38373) é um asteroide da cintura principal. Possui uma excentricidade de 0.08779360 e uma inclinação de 3.74733º.
Este asteroide foi descoberto no dia 9 de setembro de 1999 por LINEAR em Socorro.